# 費達爾普山
47°23′7″N 12°5′4″E / 47.38528°N 12.08444°E

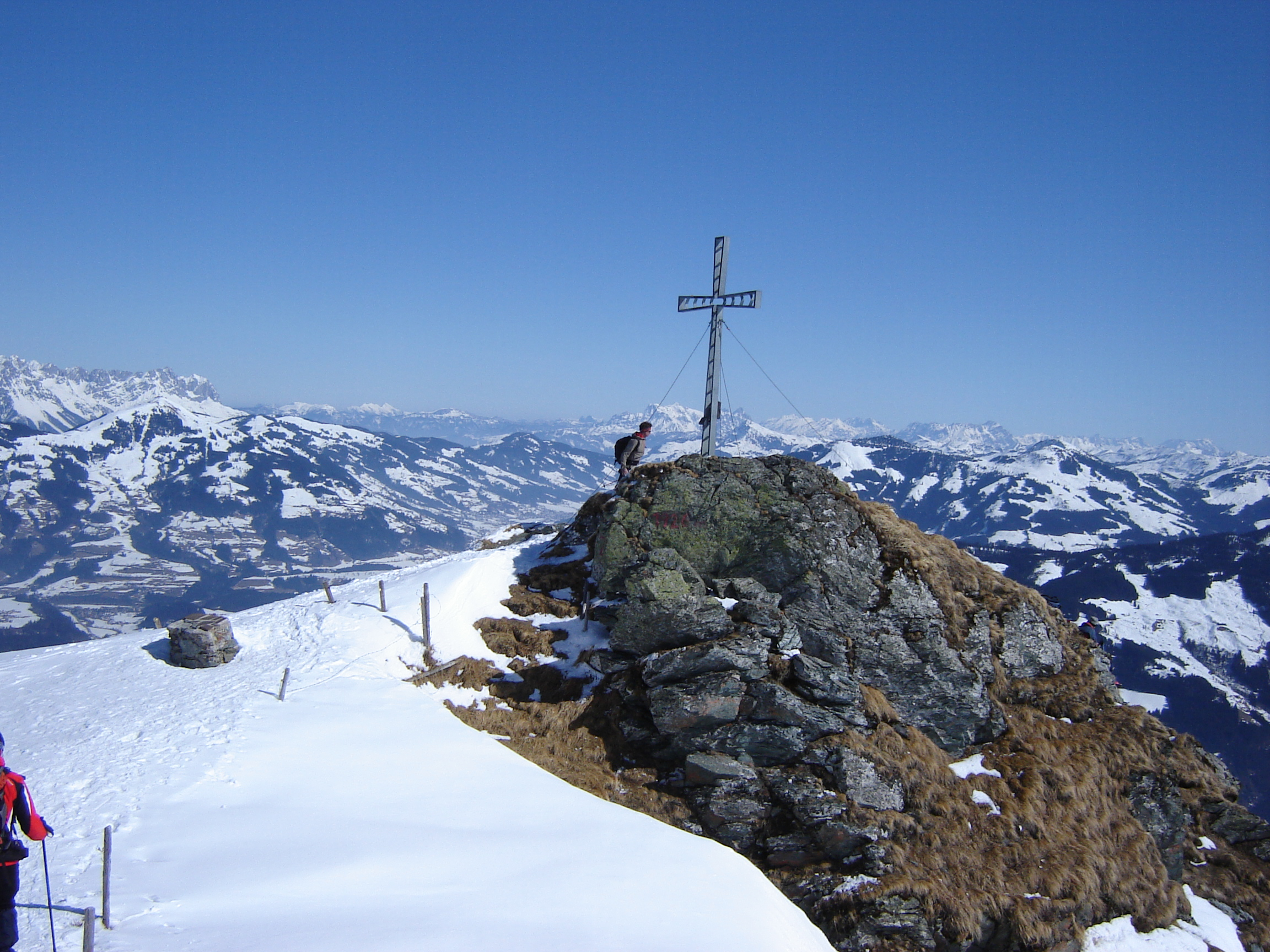

費達爾普山（德語：Feldalphorn），是奧地利的山峰，位於該國西部，由蒂羅爾州負責管轄，屬於基茨比爾阿爾卑斯山脈的一部分，海拔高度1,923米，是受歡迎的滑雪旅遊地點。